# 王堂
王堂（1532年—？年），字以治，四川重慶府涪州人，軍籍。明朝政治人物。

## 生平
六月二十一日生，行三，治《易經》，由州學生中式四川鄉試第二十九名舉人，年二十八歲中式嘉靖三十八年己未科會試中式第二百七十八名，第三甲第四十九名進士。四十年任祥符县知县。

## 家族
曾祖王思鑑；祖王定；父王本雚；母何氏。具慶下，妻李氏，兄嘉；聘，弟問。